# Federación Uruguaya de Football
Die Federación Uruguaya de Football (FUF) war ein Fußballverband in Uruguay.
Ende des Jahres 1922 hatte sich die Organisationsstruktur des uruguayischen Fußballs in zwei Verbände aufgeteilt. Die von den aus der AUF ausgeschlossenen Vereinen Peñarol und Central unter dem Beitritt weiterer Vereine 1923 erfolgte Gründung der FUF hatte zur Folge, dass eine Abspaltung eines Teils der uruguayischen Fußballstruktur vom ursprünglichen Verband, der Asociación Uruguaya de Fútbol (AUF), entstand. Diese Situation der Aufspaltung währte vom 14. November 1922, als die beiden Vereine von der AUF disqualifiziert wurden, bis zum 9. Oktober 1925.
In diesem Zeitraum spielte man unter dem Dach der FUF parallel in den Jahren 1923 und 1924 eine eigene Meisterschaft aus. Meister der FUF wurden in diesen beiden Jahren die Atlético Wanderers (1923) bzw. Peñarol (1924). Diese Meistertitel werden jedoch heutzutage nicht offiziell anerkannt. Die Meisterschaftsrunde 1925 wurde in beiden Verbänden nicht beendet. Der Laudo Serrato genannte Schiedsspruch des seinerzeitigen uruguayischen Präsidenten José Serrato beendete schließlich die Aufspaltung der Verbände. Die Ligen wurden 1926 zu einer einzigen zusammengeführt und eine Qualifikationsrunde ausgespielt, um die Zusammensetzung der Primera División in der 1927er-Saison festzulegen. Die FUF stellte während der Zeit des sogenannten Schismas des uruguayischen Fußballs auch eine eigene Nationalauswahl auf.